# Grupo Folha

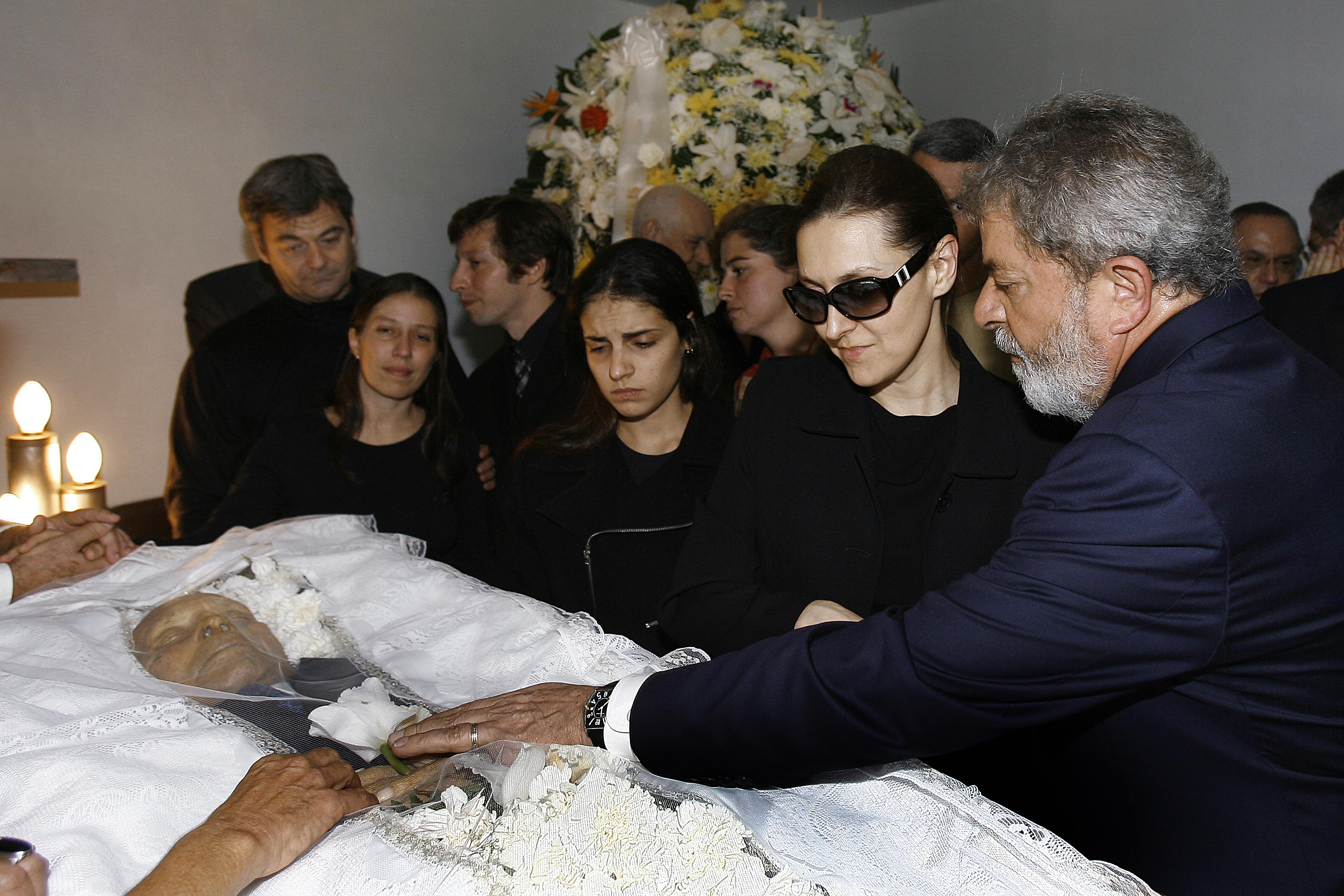
São Paulo - El presidente Luís Inácio Lula da Silva, durante el velorio del empresario del Grupo Folha, Octavio Frias de Oliveira.

El Grupo Folha es un conglomerado de cinco empresas, fundado por el empresario Octavio Frias de Oliveira (1912-2007) y dirigido por su hijo Luis Frías desde 1992.
En la última década, el grupo casi triplicó su facturación llegando a los 2.700 millones de reales en 2010. El lucro antes de descontarle los intereses, impuestos, depreciaciones y amortizaciones (EBITDA) alcanzó los 600 millones de reales el año pasado.
Folha publica en el periódico de mayor circulación del país, la Folha de S.Paulo, que desde 1986 mantiene el liderazgo entre los diarios nacionales de interés general. La Folha lanzó en 1995 el primer diario en tiempo real del país, líder del mercado entre los sites de periódicos, con 232,8 millones de páginas vistas en marzo de 2012. El número de visitantes fue de 19,2 millones ese mes (datos de audiencia proporcionados por Omniture, empresa internacional que hace mediciones para, entre otras, Apple y CNN).[4] Aún en el ámbito de Internet, el portal de UOL, controlado por el Grupo Folha, es la mayor empresa brasileña de contenido y servicios de Internet, con 27,8 millones de visitantes únicos y cerca de 4.300 millones de páginas vistas por mes.
Lanzado en abril de 1996, UOL innovó al ofrecer acceso a Internet y contenido en un solo paquete y se convirtió en el principal proveedor del país. Después, ramificó su actuación y se consolidó también como empresa de tecnología. Hoy actúa en sectores como comercio y pago electrónico, juegos, webs de contactos, centros de datos (que proporcionan almacenamiento y procesamiento de datos a gran escala) y soluciones de TI (tecnología de la información).
En diciembre de 2010, UOL concluyó la compra de Diveo Broadband Networks. Con eso, se convirtió en la tercera mayor empresa de servicios de infraestructura de tecnología de la información de América Latina. A finales de 2011, Folhapar cerró el capital de UOL al comprar más de 17 millones de acciones de los socios minoritarios y superar el 74% de participación accionarial; el grupo de accionistas liderado por el empresario João Alves de Queiroz Filho, controlador del holding Hypermarcas, permaneció en UOL, con el 25% de las acciones. Por acuerdo entre los accionistas, la gestión es del Grupo Folha.
En los sectores de distribución e impresión, el Grupo Folha cuenta con las unidades de negocio Transfolha y Folhagráfica. También posee participación accionarial en las empresas Gráfica Plural y SPDL. Plural, resultado de una joint-venture con la norteamericana Quad/Graphics y bajo el control del Grupo Folha, es la mayor industria gráfica con rotativas offset de América del Sur.
Además de la Folha, el grupo publica el periódico Agora São Paulo y tiene un 50% de participación en el diario Valor Econômico, en sociedad con Organizações Globo. Los dos son líderes de circulación en las áreas de periodismo popular y periodismo económico, respectivamente. 
SPDL es una sociedad entre los grupos Folha (50%) y Estado (50%) y distribuye los periódicos de las dos empresas. Datafolha, uno de los principales institutos de encuestas del país, también forma parte del Grupo Folha. Así como la editorial Publifolha, que vendió más de un millón de libros en 2010; el sello Três Estrelas, lanzado en 2012 para publicar libros en el área de humanidades, y la agencia de noticias Folhapress.
Actualmente, la producción y distribución de contenido periodístico destinado a los nuevos formatos tecnológicos, a las tabletas (como iPad y Galaxy), a los móviles, pasando por las redes sociales están ganando impulso en la estrategia empresarial del grupo.
Posteriormente, en febrero de 2012, el periódico amplió su liderazgo entre los diarios de prestigio en Brasil, con 297.500 ejemplares en circulación, media diaria del mes, se situó un 12% por delante del carioca O Globo y un 20,3% por encima de O Estado de S. Paulo. En 2012, el diario pasó a producir y emitir en la TV Cultura de Sao Paulo el telediario TV Folha, que está en el aire los domingos a las 20h. En su estreno, el 11 de marzo de 2012, el programa se vio en 60.000 hogares del Estado, según Ibope. 
- Datos: Q3117412
- Multimedia: Grupo Folha / Q3117412